# Ерсфельд
Ерсфельд (нім. Ersfeld) — громада в Німеччині, розташована в землі Рейнланд-Пфальц. Входить до складу району Альтенкірхен. Складова частина об'єднання громад Альтенкірхен.
Площа — 14,0 км2. Населення становить 71 ос. (станом на 31 грудня 2020).

## Галерея

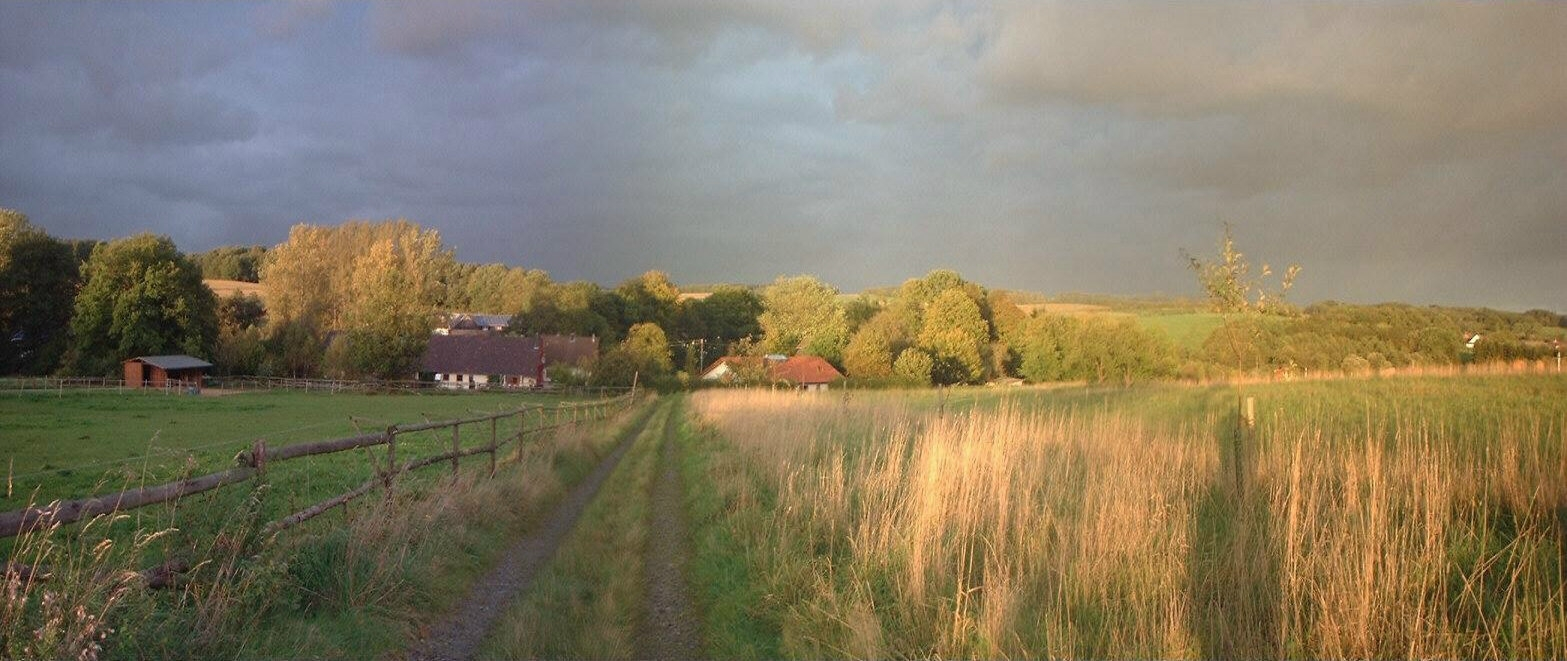
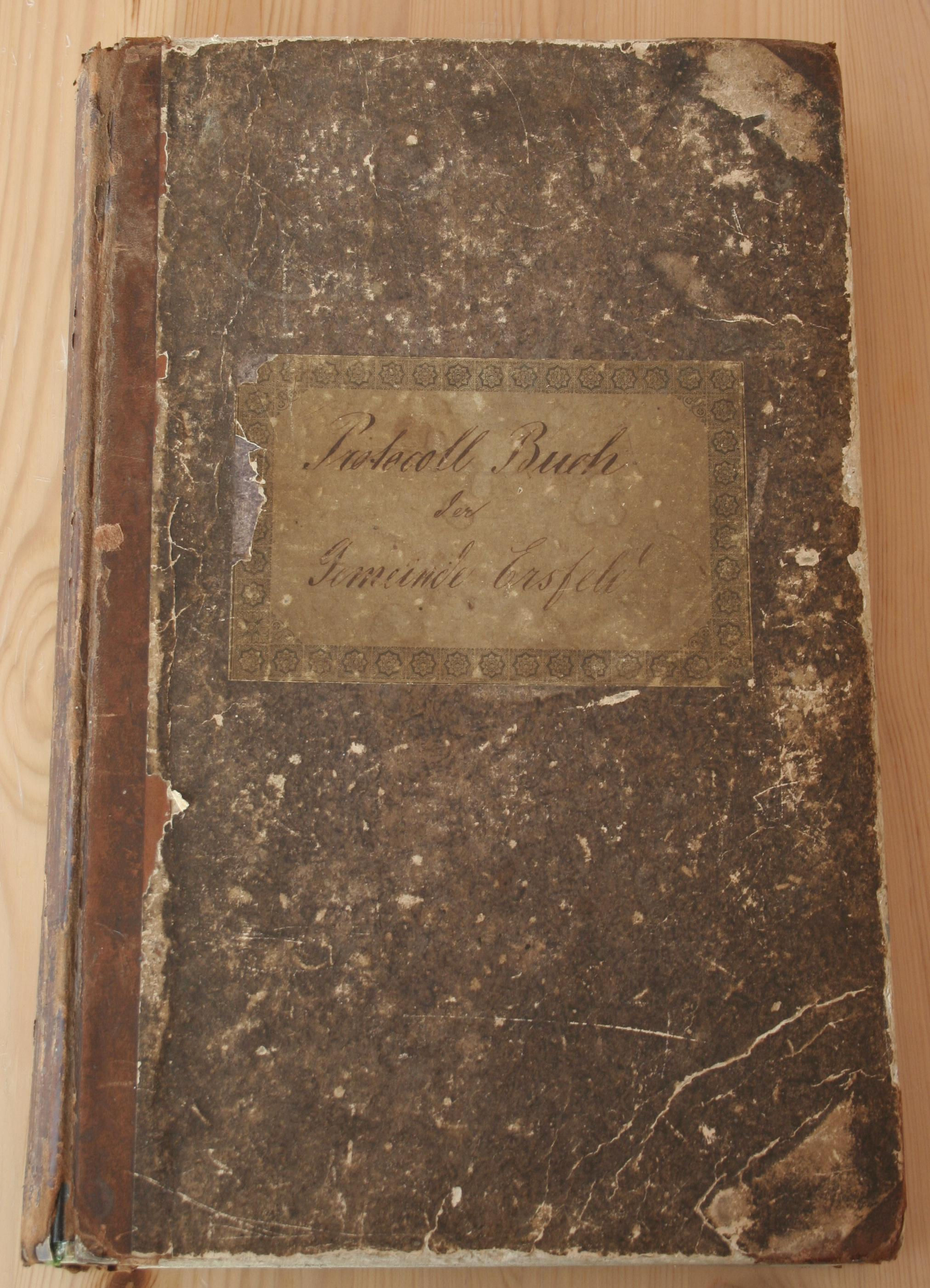
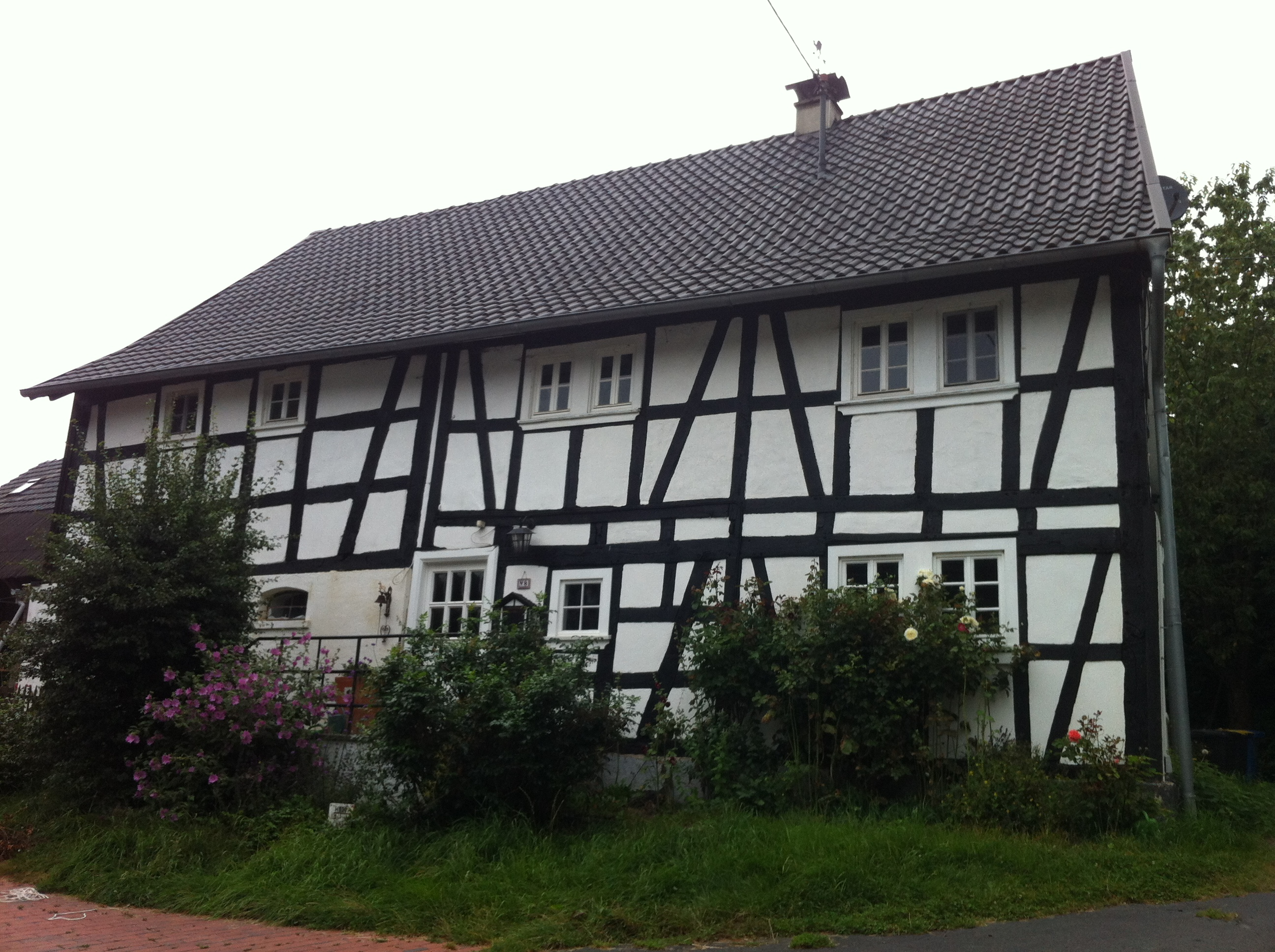
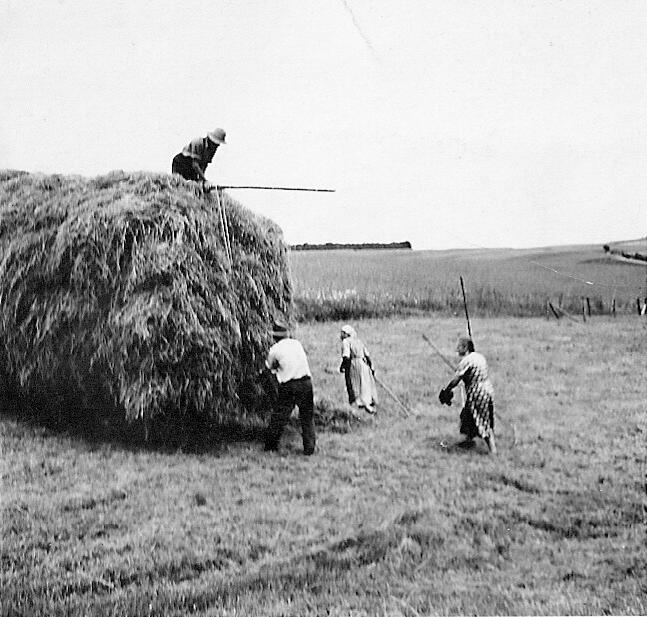
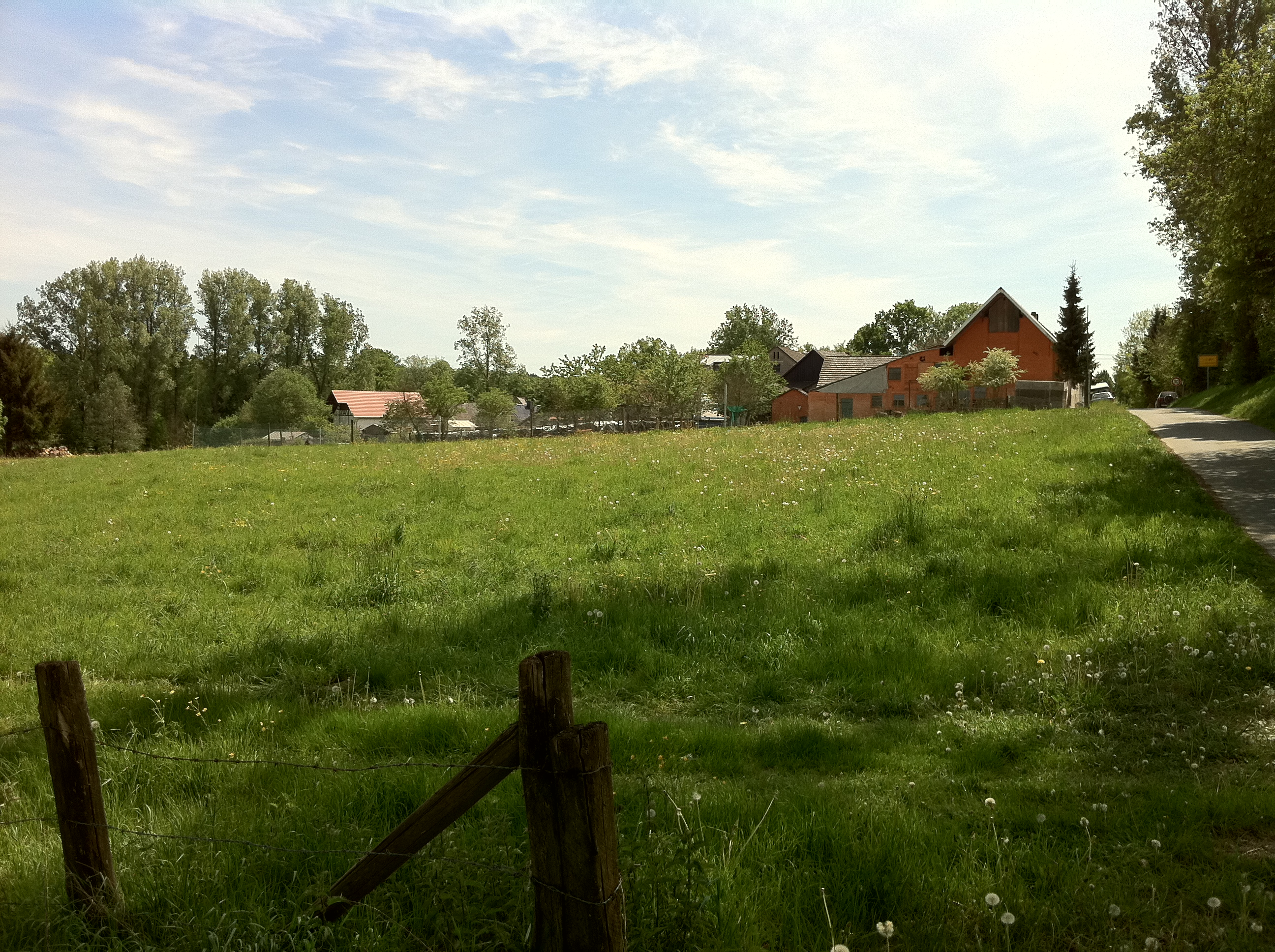
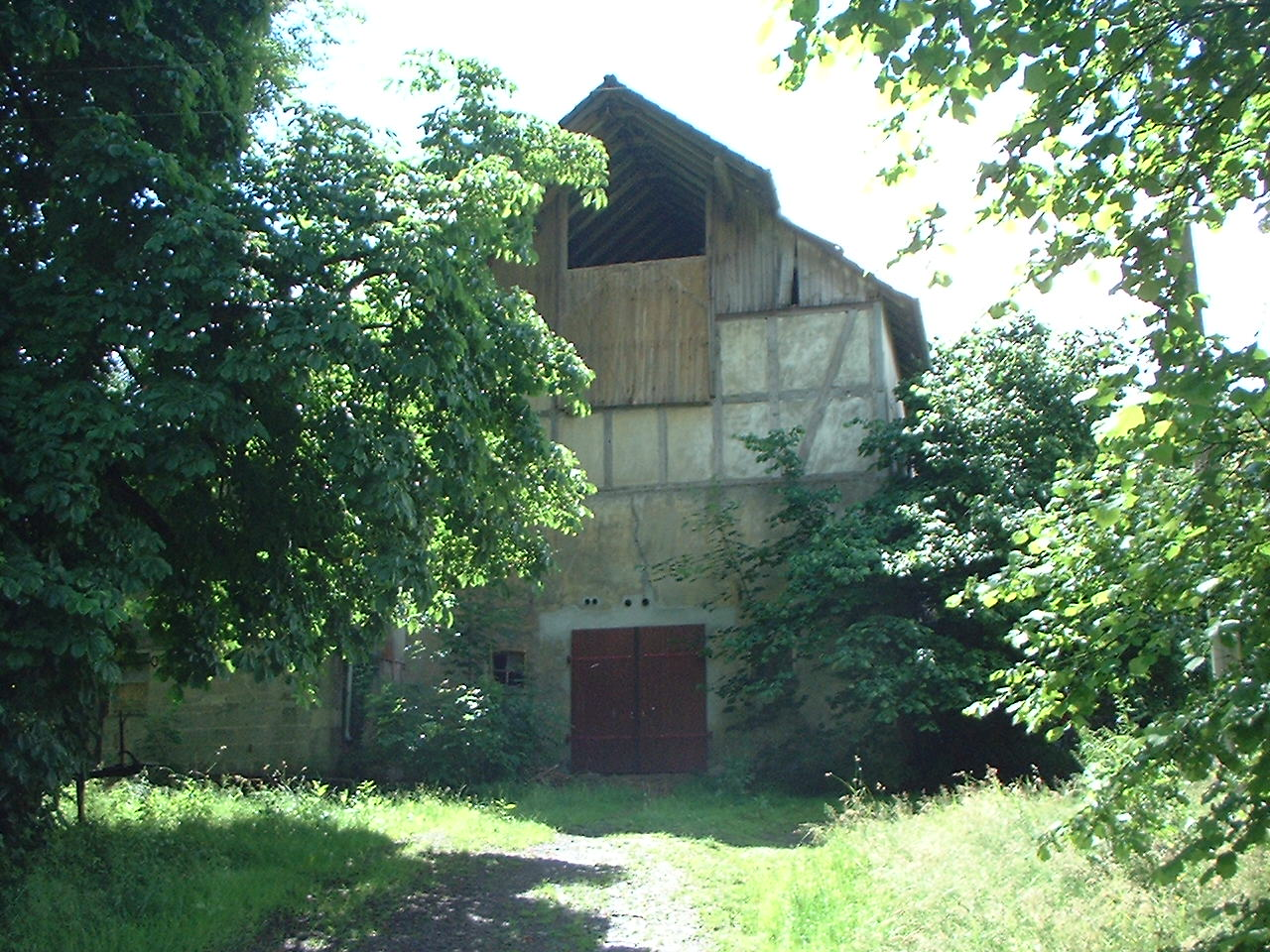